# ルネサンス教皇
ルネサンス教皇とは、ルネサンス期のローマ教皇で、15世紀後半から16世紀前半に人文主義を受け入れ、ローマにルネサンス文化を花開かせた世俗的な教皇を指してしばしば使われる言葉である。特に王侯貴族のような贅沢な生活にふけった教皇を指す。その堕落したローマ教皇とカトリックはデジデリウス・エラスムスに批判され、マルティン・ルターによる宗教改革を招いた。反面、すぐれた芸術家のパトロンとなり、結果的には多くの芸術的遺産を後世に残したという側面もある。
自身も教養豊かで、アヴィニョン捕囚後のローマ復興に尽くしたニコラウス5世が、ルネサンス教皇の一例である。聖職売買と親族登用で教皇庁を腐敗させたと批判されるボルジア家のアレクサンデル6世や、戦争好きのユリウス2世、余りの浪費に教皇庁の財政破綻を招いたメディチ家のレオ10世の3人がルネサンス教皇の代表格である。その後では、メディチ家出身のクレメンス7世、ミケランジェロに「最後の審判」を制作させ、トリエント公会議を開催したパウルス3世などもルネサンス教皇である。
トリエント公会議以降、カトリック教会側でも改革が推進され、世俗的なものを廃絶させるなどの対抗改革が行われ、かつてのような余りにも世俗的な教皇は出現することはなくなった。